# Aleramo de Monferrato
Aleramo de Monferrato (em italiano:  Aleramo del Monferrato) foi marquês de Monferrato de 967 a 991, fundador da dinastia alerâmica.

## Vida
Pouco se conhece da vida do marquês Aleramo. Ele era filho do conde Guilherme I de Monferrato, o queal talvez fosse o mesmo Guilherme que invadiu a Itália no ano 888, junto com Guido III de Espoleto. Aleramo foi citado pela primeira vez num documento de julho de 933, no qual foi denominado como Fidelis noster Alledramus comes e recebeu de Hugo de Provença e de Lotário II, rei da Itália, um feudo na região de Vercelli.
Em fevereiro de 935, Aleramo obteve a investidura de terras na região de Alexandria (isto é, no Condado de Acqui. Nem neste nem em qualquer outro documento é citado o condado do qual Aleramo e seu pai Guilherme I eram titulares.
Aleramo foi nomeado marquês em 958 por Berengário II, cuja filha Gerberga havia desposado em segundas núpcias. Em 961, porém, Aleramo teve apoio de Otão I, que em 23 de março de 967 lhe doou muitas terras incultas em Langhe, entre o rio Tanaro, o rio Orba e o mar. A investidura foi concedida por explícito pedido de Adelaide do Sacro Império Romano-Germânico, filha de Rodolfo II de Borgonha, mulher de Otão I desde 951 e anteriormente mulher de Lotário II. Estes eventos confirmam a fidelidade de Aleramo e de seu pai Guilherme I à família de Rodolfo de Borgonha e são um indício da origem borgonhesa de Guilherme.
Da primeira mulher de Aleramo não conhecemos o nome, a data de casamento e nem mesmo a data de morte, mas sabemos que dessa união Aleramo teve três filhos, Otão I, Anselmo e Guilherme II (morreu antes de 961). Pouco se conhece sobre esses filhos. Provavelmente, à morte do pai, os dois filhos sobreviventes geriram suas terras em forma de consórcio, e também começaram a delimitar as respectivas áreas de influência: foi assim que de Otão descendem os Aleramici de Monferrato e de Anselmo os Aleramici de Savona, entre os quais os Del vasto e os Del Carretto. A completa separação dos eixos patrimoniais teve lugar cerca de um século depois.

## A lenda de Aleramo

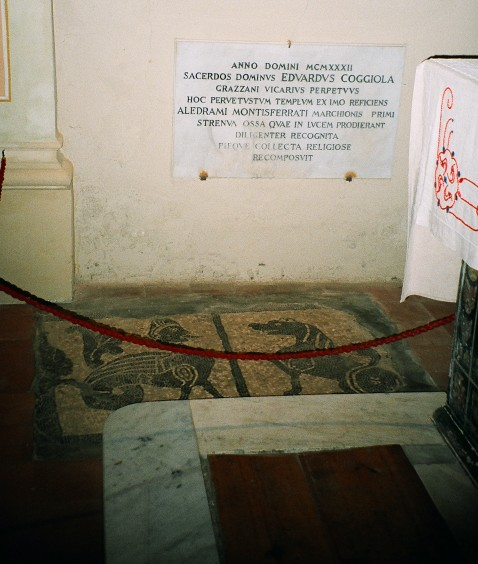
A tumba do marquês Aleramo

Segundo uma lenda do século IV, (talvez registrada pelo cronista monferrino Fra Iacopo d'Acqui, durante o governo de um dissidente de Aleramo, Guilherme VII mas que permaneceu imortal graças à versão de Giosuè Carducci contida no volume Cavalleria e Umanesimo), que o marquês Aleramo fosse nascido vizinho a Acqui Terme (mais precisamente na abadia de Santa Giustina em Sezzadio) durante uma peregrinação. Tendo ficado órfão de seus genitores, Aleramo teria se engajado no exército imperial e teria entrado na corte do imperador Otão I. Lá teria conhecido Alasia, filha do imperador, e entre os dois teria nascido um sentimento de ternura.
Incapazes de contarem ao imperador seu relacionamento, temendo uma recusa ao matrimônio, os dois enamorados teriam fugido para a terra natal de Aleramo. Lá, porém, ele não conseguiu viver sem combater e reentrou incógnito no exército. Quando o imperador Otão teve conhecimento do ocorrido, desejou encontrar o corajoso jovem e perdoou os dois amantes. A Aleramo foi então concedido, em um ímpeto de generosidade, tantas terras quanto ele conseguisse cavalgar sem descansar. O território então percorrido foi o de Monferrato: tal nome derivaria de mun (rocha) e da frà (ferrar), ou seja do metal utilizado para ferrar o cavalo de Aleramo, como prova de ter percorrido tal território.
Existem, porém, diversas variantes da lenda, como aquela que diz que Aleramo obteve o território que conseguisse cavalgar em três dias e três noites, e que o nome Monferrato deriva de ter usado uma pedra (mòn) como martelo, para ferrar o cavalo que tinha perdido uma ferradura (fér) durante o percurso.
Outros ressaltam que o nome Monferrato existe em muitos castelos fortificados em rocha que estão presentes na região. Nesse caso, o dono do território fez ressaltar não seu amor com a filha de Otão I, mas o valor demonstrado na liberação da Ligúria ocidental e do baixo Piemonte dos assim chamados sarracenos.
Nenhuma dessas hipóteses tem comprovação em documentos da época.